# Метцлер, Генрих
Генрих Метцлер (нем. Heinrich Metzler; 1 января 1931 — 27 июля 2015) — западно-германский дзюдоист, чемпион ФРГ 1958 года, чемпион (1960, 1961) и бронзовый призёр (195, 1961) чемпионатов Европы, бронзовый призёр чемпионата Европы 1958 года в командном зачёте. Выступал в средней (до 80 кг) и абсолютной весовых категориях.
В 1960 году Метцлер стал первым немцем — победителем чемпионата Европы по дзюдо. В 1971—1975 годах он тренировал сборную юниоров ФРГ. В 1978 году стал тренером женской сборной страны, а со следующего года — мужской сборной ФРГ. Был тренером чемпиона Европы и летних Олимпийских игр 1984 года Франка Венеке.